# Artikel-29-Datenschutzgruppe
Die Artikel-29-Datenschutzgruppe, engl. Article 29 Data Protection Working Party, war ein unabhängiges Beratungsgremium der Europäischen Kommission in Fragen des Datenschutzes.
Die Gruppe wurde auf Grund von Artikel 29 der Richtlinie 95/46/EG (Datenschutzrichtlinie) vom 24. Oktober 1995 eingesetzt. Ihre amtliche Bezeichnung lautete Gruppe für den Schutz von Personen bei der Verarbeitung personenbezogener Daten.
Verweise auf diese Gruppe gelten seit dem 25. Mai 2018 als Verweise auf den Europäischen Datenschutzausschuss (Art. 94 Abs. 2 der Datenschutz-Grundverordnung).

## Aufgaben
Die Aufgaben der Datenschutzgruppe waren in Artikel 30 der Europäischen Datenschutzrichtlinie und Artikel 15 der Datenschutzrichtlinie für elektronische Kommunikation festgelegt. Danach hatte die Gruppe vornehmlich beratende Funktion. Sie konnte aber auch von sich aus Empfehlungen und Stellungnahmen zu allen Fragen abgeben, die den Schutz von Personen bei der Verarbeitung personenbezogener Daten in der Europäischen Gemeinschaft betreffen. Prüfungsmaßstab waren dabei insbesondere die beiden Datenschutzrichtlinien.
Neben ihrer Beratungsfunktion hatte die Artikel-29-Datenschutzgruppe auch die Aufgabe, an der Entwicklung und Umsetzung von Vorschriften zum Datenschutz in den Mitgliedsstaaten der Europäischen Union mitzuwirken.
Seit ihrer Gründung hatte sich die Gruppe zu verschiedenen datenschutzrechtlichen Themen geäußert, beispielsweise zur Videoüberwachung, zum E-Government, zur unerwünschten E-Mail-Werbung, zum Einsatz biometrischer Verfahren, zum Arbeitnehmerdatenschutz, zum Datentransfer in Drittländer außerhalb der EU und zum Datenschutz im Internet.
Die Stellungnahmen der Gruppe waren nicht bindend. So hatte die Gruppe im Jahr 2003 Bedenken gegen die vorgesehene Übermittlung von Passagierdaten durch Fluggesellschaften an Behörden der USA geltend gemacht. Trotzdem beschloss die Kommission der Europäischen Union 2004 den Abschluss eines Abkommens zur Übermittlung dieser Daten an das Department of Homeland Security.
2005 äußerte die Gruppe Bedenken gegen die Rechtmäßigkeit der geplanten Richtlinie über die Vorratsdatenspeicherung. Ungeachtet dessen beschloss das EU-Parlament am 14. Dezember 2005 die umstrittene Richtlinie.

## Status und Zusammensetzung
Die Artikel-29-Gruppe war gegenüber den EU-Organen und -Einrichtungen unabhängig. Sie traf ihre Entscheidungen nach dem Mehrheitsprinzip.
Die Gruppe bestand aus je einem Vertreter der jeweiligen nationalen Datenschutzbehörden, dem Europäischen Datenschutzbeauftragten und einem – nicht stimmberechtigten – Vertreter der Europäischen Kommission. Sie traf sich in der Regel fünf Mal pro Jahr zu zweitägigen Sitzungen an ihrem Amtssitz in Brüssel.
Vertreter der Datenschutzbehörden der Bundesrepublik Deutschland war die dortige Bundesbeauftragte für den Datenschutz und die Informationsfreiheit Andrea Voßhoff, für Österreich die Leiterin der Datenschutzbehörde Andrea Jelinek. Letzte Vorsitzende der Artikel-29-Gruppe (ab Februar 2014) war Isabelle Falque-Pierrotin als Nachfolgerin von Jacob Kohnstamm. Stellvertretende Vorsitzende waren Ventsislav Karadjov und Antonello Soro. Die Amtszeit des Vorsitzenden und der Stellvertreter währte zwei Jahre. Eine einmalige Wiederwahl warzulässig.
Die Datenschutzgruppe wurde durch ein Sekretariat unterstützt, das bei der Generaldirektion Justiz der Europäischen Kommission in Brüssel angesiedelt ist. Das Sekretariat fungiert insbesondere als zentrale Koordinierungsstelle.

## Ablösung durch Europäischen Datenschutzausschuss
Mit Geltung der Datenschutz-Grundverordnung wurde die Artikel-29-Datenschutzgruppe durch den auf Grund von Art. 68 DSGVO einzurichtenden Europäischen Datenschutzausschuss abgelöst.
Auf Grund der abweichenden Personalzusammensetzung ist nicht sicher, dass sich der Datenschutzausschuss die Aussagen seines Rechtsvorgängers zu eigen macht und die Arbeitspapiere der Art. 29-Gruppe, die sich bereits inhaltlich auf die DSGVO beziehen, in verbindliche „Leitlinien“, „Beschlüsse“ oder „Empfehlungen“ des Datenschutzausschusses überführt, zu deren Schaffung der Datenschutzausschuss nach Art. 70 DSGVO beauftragt ist. Unklar ist insoweit die Belastbarkeit bzw. Nachhaltigkeit der Aussagen in den jüngeren Arbeitspapieren der Artikel-29-Datenschutzgruppe.